# Eueides aliphera
Eueides aliphera (conhecida popularmente por Juliette) é uma borboleta neotropical da família Nymphalidae e subfamília Heliconiinae, nativa do México até a Argentina e sul do Peru. Foi classificada por Godart, com a denominação de Cethosia aliphera, em 1819. Suas lagartas se alimentam de plantas do gênero Passiflora.

## Descrição
Indivíduos desta espécie possuem as asas moderadamente longas e estreitas e são de coloração laranja, vistos por cima, com uma faixa amarronzada, quase negra, mais ou menos pronunciada, cruzando a parte superior das asas anteriores. Apresentam leve dimorfismo sexual, com as fêmeas mais amareladas que os machos. Vistos por baixo, apresentam padrão de folha seca, amarronzado e rajado.

## Hábitos
Segundo Adrian Hoskins, esta espécie pode ser encontrada em qualquer altitude até 1.400 metros, voando em trilhas de florestas úmidas.
Ambos os sexos passam a maior parte de seu tempo no dossel florestal, mas os machos ocasionalmente descem para absorver a umidade da areia molhada, pedras ou lama. Eles só tendem a vir para o solo quando outras Heliconiinae em laranja, como Dryas iulia ou Dione juno, estão presentes. Se alimentam destas substâncias mineralizadas e de substâncias retiradas de flores como a Lantana camara e Asclepias curassavica.

## Subespécies
E. aliphera possui três subespécies:
- Eueides aliphera aliphera - Descrita por Godart em 1819, de exemplar proveniente do Brasil.
- Eueides aliphera cyllenella - Descrita por Seitz em 1912, de exemplar proveniente do Brasil.
- Eueides aliphera gracilis - Descrita por Stichel em 1903, de exemplares provenientes de Honduras e Costa Rica.[5]

## Diferenciação entre espécies
As borboletas Eueides aliphera podem facilmente ser confundidas com a espécie Dryas iulia, da mesma subfamília, diferindo por sua menor envergadura e pelas asas anteriores mais arredondadas, no ápice.